# Fernand Fernel
Ne doit pas être confondu avec le médecin Jean Fernel
Fernand Fernel dit Fernel, né Ferdinand Cerckel le 25 juin 1865 à Bruxelles et mort le 2 septembre 1933 à Dinard, est un artiste peintre, illustrateur et affichiste belge.
Il a aussi signé ses travaux F. Cerckel et Ferdinand Fernandez.

## Biographie

### Jeunesse et famille
Ferdinand Auguste François Cerckel naît en 1865 à Bruxelles. Son père, Gustave Michel Cerckel, fabricant, et sa mère, Mélanie Adèle Schovaers, s'y sont mariés l'année précédente. À la fin des années 1870, les Cerckel sont établis à Paris, Gustave participant à la création d'une usine de produits chimiques.
En 1894 et 1899, Ferdinand Cerckel reconnaît comme ses enfants un garçon et une fille naturels,,,, puis en 1901, épouse leur mère, Élisabeth Effinger, avec laquelle il s'est établi à Rueil 5, rue des Graviers. Veuf en 1904, il se remarie avec Jeanne Henriette Victorine Blanloy,.

### Parcours

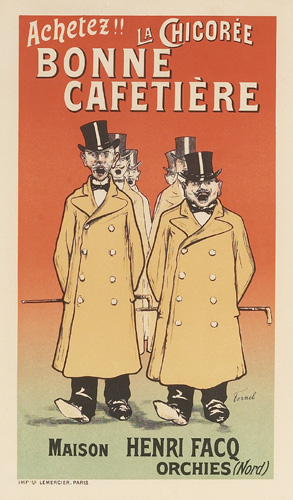
Achetez !! la Chicorée Bonne Cafetière

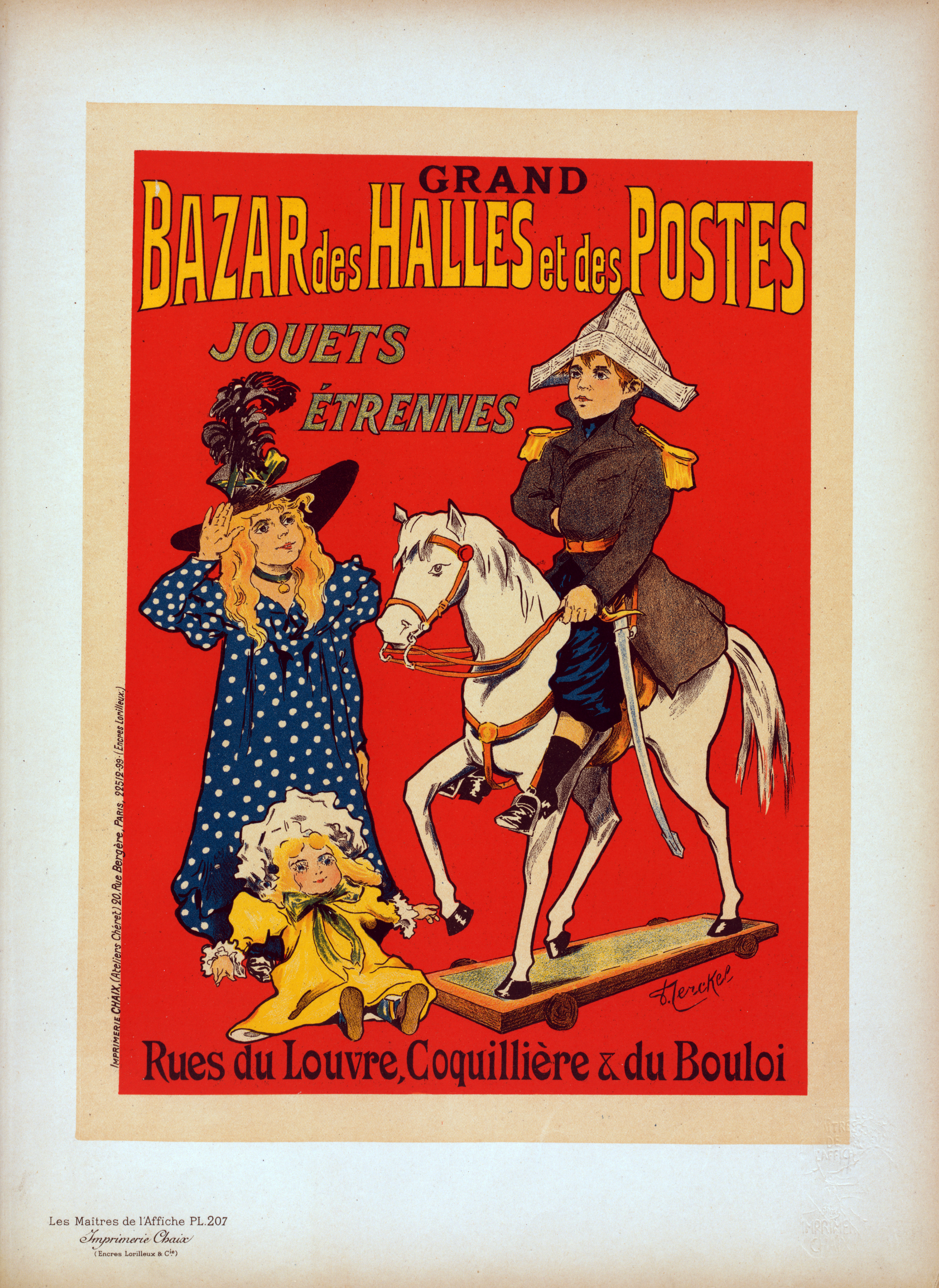
Grand Bazar des Halles et des Postes jouets étrennes

Avec E. Charle Lucas, Armand Rassenfosse et Privat Livemont, Fernel est l'un des pionniers de l'affiche artistique belge.
Jules Chéret reproduit deux de ses créations dans sa revue Les Maîtres de l'affiche (1895-1900), à savoir : Achetez !! la Chicorée Bonne Cafetière et Grand Bazar des Halles et des Postes jouets étrennes.
En plus d'être un peintre accompli, il fut aussi un illustrateur humoriste populaire, produisant de nombreuses cartes postales (dont la collection des cent) et des albums à colorier.
Ses thèmes de prédilection sont l'automobile, l'aviation, les sports et le milieu du cirque ; il semble avoir été très proche de la famille Fratellini.
Il travailla avec les principales imprimeries lithographes parisiennes comme Devambez, Chaix, Vercasson, Cerf et Lemercier.
Il possédait un atelier à Rueil-Malmaison, 20, rue du Chemin-de-fer.Domicilié à Paris avenue Dode-de-la-Brunerie, il meurt à Dinard en 1933. Il est inhumé quatre jours plus tard au cimetière du Père-Lachaise, 89e division, dans le caveau familial.

## Affiches répertoriées
- 1890 : Belle Jardinière sur Gallica
- 1894 : Georges Richard cycles
- 1896 : Georges Richard cycles et automobiles
- 1899 : Achetez !! la Chicorée Bonne Cafetière
- 1899 : Grand Bazar des Halles et des Postes jouets étrennes
- 1900 : Aliment des bébés Farine maltée Vial sur Gallica

### Sans date certaine
- Amandines de Provence Biscuits H. Lalo
- Compagnie française des Cycles et Automobiles
- Cottereau Dijon
- Esther Lekain
- François, Paul et Albert [trio de clowns]
- Lopez et son comique Victor Fratellini
- Quinquina Michaud
- Sodanite, boissons gazeuses instantanées
- Victor Salles

## Expositions
- Salon des artistes français, Paris, 1920[10]
- Salon des artistes indépendants, Paris, 1922[12]
- Salon des artistes indépendants, Paris, 1923[13]
- Salon des artistes indépendants, Paris, 1924[14]

- Salon des artistes indépendants, Paris, 1927[15]
- Salon des artistes indépendants, Paris, 1929[16]
- Salon des artistes indépendants, Paris, 1930[17]